# Tetramorium plumosum
Tetramorium plumosum är en myrart som beskrevs av Bolton 1980. Tetramorium plumosum ingår i släktet Tetramorium och familjen myror. Inga underarter finns listade i Catalogue of Life.